# Władysław Deszczka
Władysław Deszczka (ur. 2 marca 1892 w Ostrożeniu, zm. w kwietniu 1940 w Katyniu) – polski kartograf, doktor geografii, podporucznik rezerwy Wojska Polskiego, ofiara zbrodni katyńskiej.

## Życiorys

### I wojna światowa
Od września 1913 w armii rosyjskiej, służył w IV batalionie saperów syberyjskich (wrzesień 1914–maj 1915). Absolwent podchorążówki Wojsk Taborów, żołnierz Armii Polskiej we Francji. W latach 1918–1921 służył w Wojsku Polskim, walczył w wojnie polsko-bolszewickiej. Wystąpił z wojska w stopniu podporucznika rezerwy.

### Lata międzywojenne

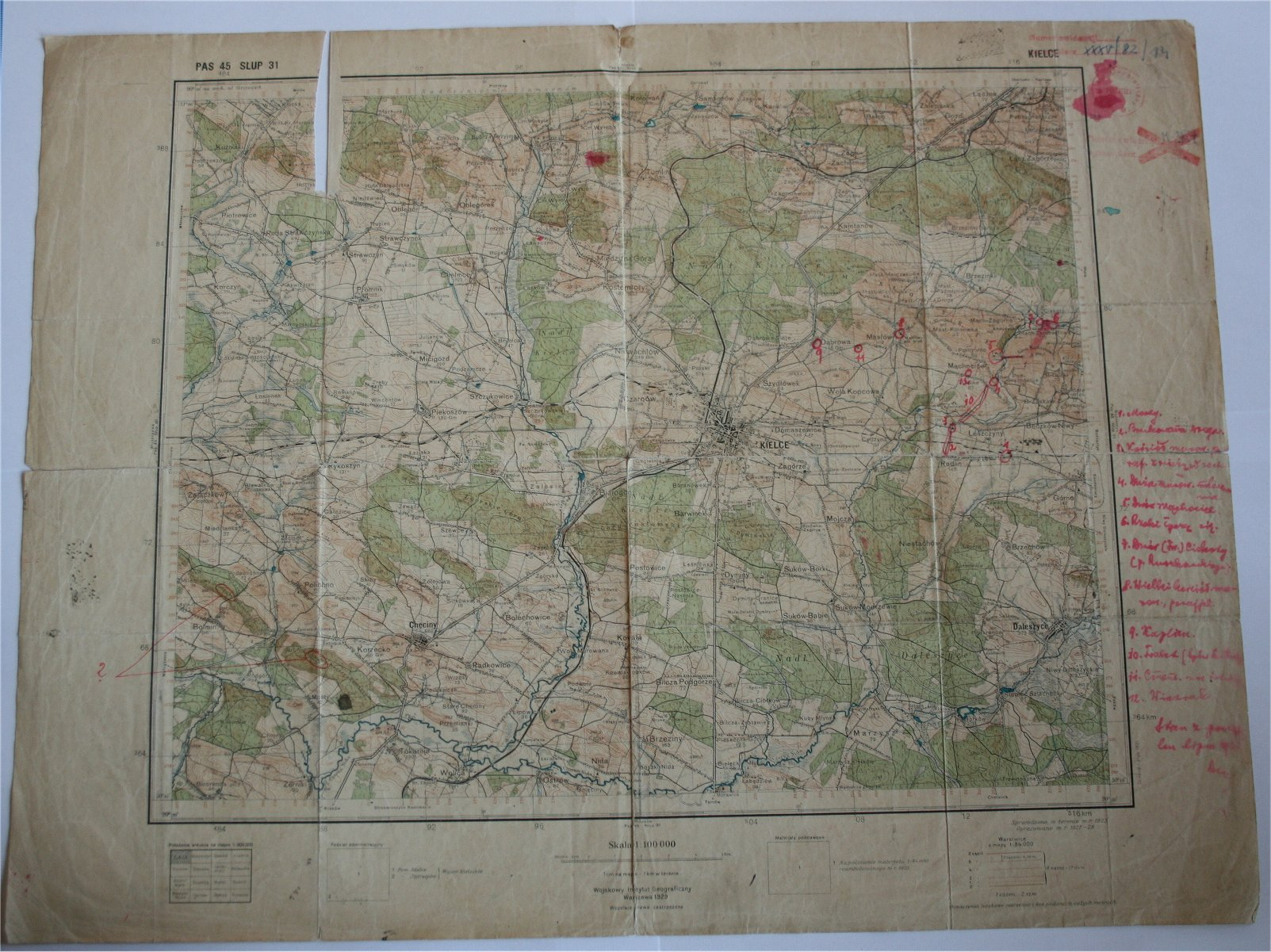
Mapa KIELCE - wykonana przez dr. Władysława Deszczkę 10 grudnia 1934.

Ukończył Szkołę Inżynierska im. Hipolita Wawelberga. W Warszawie rozpoczął studia wyższe na uczelni prywatnej Towarzystwa Kursów Naukowych (późniejszej Wolnej Wszechnicy Polskiej). Absolwent Wydziału Filozoficznego Uniwersytetu Warszawskiego. Od dzieciństwa interesował się geografią i fotografią. Po zdaniu matury wyjechał do Argentyny, gdzie chciał osiedlić się jako osadnik. Od 1921 roku mieszkał w Poznaniu. Zgłosił się na studia do prof. Stanisława Pawłowskiego, którego był asystentem. Rozpoczął wtedy pracę naukową na Uniwersytecie Poznańskim, na którym działał do roku 1929, pracując głównie w dziedzinie antropogeografii i odbywając szereg podróży naukowych, m.in. do Rumunii i Skandynawii. Stopień naukowy doktora uzyskał na podstawie pracy o rozmieszczeniu domów i osiedli w Polsce. Po uzyskaniu doktoratu w 1929 roku przeniósł się do Warszawy, gdzie zaczął pracę w charakterze pracownika naukowego Uniwersytetu Warszawskiego i Wydziału Kartograficznego Wojskowego Instytutu Geograficznego, prowadząc prace dotyczące nomenklatury geograficznej. Równocześnie brał czynny udział w pracach Polskiego Towarzystwa Geograficznego, pozostając przez szereg lat członkiem jego Zarządu. Przez pewien czas pracował w Głównym Urzędzie Statystycznym. Brał aktywny udział w dyskusjach nad programami szkolnymi w Ministerstwie Wyznań Religijnych i Oświecenia Publicznego. Był autorem wielu recenzji tychże programów. Pracował również w Komisji Ministerstwa Spraw Wewnętrznych, gdzie zajmował się ustalaniem urzędowych nomenklatur miejscowości. Uczestniczył w działalności Komitetu Wydawania Dzieł Wacława Nałkowskiego i jako wykładowca w Towarzystwie Rozwoju Ziem Wschodnich. Ponadto współpracował z Instytutem Bałtyckim oraz Komisją Geograficzną Polskiej Akademii Umiejętności.
Był encyklopedystą. Został wymieniony w gronie edytorów trzytomowej Podręcznej encyklopedii handlowej wydanej w 1931 w Poznaniu .

### II wojna światowa
Został powołany do służby czynnej we wrześniu 1939 roku. Po agresji ZSRR na Polskę w nieznanych okolicznościach wzięty do niewoli sowieckiej. Przebywał w obozie jenieckim w Kozielsku. Wiosną 1940 roku został przewieziony do Katynia (lista wywózkowa 017/2 z 1940) i tam zamordowany przez funkcjonariuszy Obwodowego Zarządu NKWD w Smoleńsku oraz pracowników NKWD przybyłych z Moskwy na mocy decyzji Biura Politycznego KC WKP(b) z 5 marca 1940 roku. Ofiary tego mordu grzebano w bezimiennych mogiłach zbiorowych, gdzie od 28 lipca 2000 roku mieści się oficjalnie Polski Cmentarz Wojenny w Katyniu. W miejscu tym prowadzone były ekshumacje i prace archeologiczne. Władysław Deszczka figuruje na liście ekshumacyjnej Komisji Technicznej PCK, zawierającej nazwiska żołnierzy polskich zamordowanych na Koziej Górze pod Smoleńskiem pod numerem 90.
Materiały archiwalne Władysława Deszczki znajdują się w PAN Archiwum w Warszawie pod sygnaturą III-27.

## Życie prywatne
Syn Antoniego, rolnika i Julii z Paprockich. 22 stycznia 1920 roku w kościele Zbawiciela w Warszawie ożenił się z Emilią Sabiną Jordan-Rozwadowską.

## Upamiętnienie
Przed kościołem parafialnym w Gończycach, został posadzony Dąb poświęcony jego pamięci.

Jego nazwisko zostało odczytane w filmie Katyń, podczas ogłaszania przez Niemców listy Katyńskiej.
5 października 2007 roku minister obrony narodowej Aleksander Szczygło mianował go pośmiertnie na stopień porucznika. Awans został ogłoszony 9 listopada 2007 roku w Warszawie, w trakcie uroczystości „Katyń Pamiętamy – Uczcijmy Pamięć Bohaterów”.

## Ordery i odznaczenia
- Krzyż Walecznych[8]